# 山縣市
山縣市（日语：／ Yamagata shi */?）為日本岐阜縣的市。是岐阜縣內第一個通過平成大合併而誕生的市。為岐阜縣内少數的幾個沒有鐵路通過的市，最近的車站為岐阜站。面積222.04平方公里，總人口30,797人。

## 地理
- 山：舟伏山、釜谷山、如来岳、岸見山、龍興寺山、古城山、天狗城、舟伏山、源太峰、大黒山
- 河川：武儀川、神崎川、円原川、柿野川 、鳥羽川（舊名戶羽川）、新川、伊自良川、生原川、葛原川、石田川
- 湖：伊自良湖

### 相鄰的自治体
- 本巢市
- 岐阜市
- 關市

## 外部連結
- 山縣市 （页面存档备份，存于）